# 尼克爾·亞歷山大-沃克
尼克爾·亞歷山大-沃克（英語：Nickeil Alexander-Walker，1998年9月2日—），加拿大职业篮球运动员，现效力于NBA亞特蘭大老鷹

## 国家队生涯
2024年7月，沃克入选加拿大国家队出征2024年巴黎奥运会的大名单。

## 個人生活
他的表哥是謝伊·吉爾傑斯-亞歷山大，現效力NBA俄克拉荷马城雷霆。

## 外部連結
- 尼基爾·亞歷山大-沃克在fiba.basketball（英语）
- 尼基爾·亞歷山大-沃克在archive.fiba.com（存檔）（英语）
- 尼基爾·亞歷山大-沃克在NBA官網（英语）
- 尼基爾·亞歷山大-沃克在NBA G聯盟官網（英语）
- 尼基爾·亞歷山大-沃克在Basketball-Reference.com（NBA）（英语）
- 尼基爾·亞歷山大-沃克在Basketball-Reference.com（NBA G聯盟）（英语）
- 尼基爾·亞歷山大-沃克在Basketball-Reference.com（國際）（英语）
- 尼基爾·亞歷山大-沃克在Sports-Reference.com（NCAA）（英语）
- 尼基爾·亞歷山大-沃克在ESPN（NBA）（英语）
- 尼基爾·亞歷山大-沃克在Eurobasket.com（球員）（英语）
- 尼基爾·亞歷山大-沃克在Proballers（英语）
- 尼基爾·亞歷山大-沃克在RealGM（英语）